# Listerije
Listerije (lat. Listeria) so rod grampozitivnih paličastih bakterij, ki šteje 6 vrst. Rod je poimenovan po angleškem kirurgu Josephu Listru. 

## Pogoji rasti
Listerije zlahka nacepimo na gojišču in ne zahtevajo določenih specifičnih razmer. Uspevajo že na substratu, revnim s hranili, na primer na kapljicah kondenzirane vlage. Optimalno rastejo pri temperaturah 30-37 °C in pri pH območju med 5.0 in 9.0. Vendar preživijo in se razmnožujejo pri temperaturah 4-45 °C. Ker so obstojne tudi na mrazu in so zmožne prehoda iz aerobne na fakultativno anaerobno presnovo, je nevarnost za kontaminacijo hrane tudi če je le-ta v vakumski ovojnini in v hladilniku.

## Patogenost
Med patogenimi vrstami rodu Listeria je Listeria monocytogenes, ki povzroča listeriozo. Okužimo se s kontaminirano hrano, zlasti nezadostno toplotno obdelanimi mesnimi, ribjimi in mlečnimi izdelki. 
Kljub temu, da so listerije ubikvitarne, je okužb sorazmerno malo. Vzrok je v sicer nizka povprečna vsebnosti bakterij, vendar se lahko vsebnost pri proizvodnji hrane s številnimi vmesnimi stopnjami močno poveča.  

## Zdravljenje
Antibiotiki, ki uspešno zdravijo okužbe z listerijami, so med drugim:
- vankomicin,
- ciprofloksacin,
- linezolid,
- azitromicin,

...